# Корнету (Горж)
Корнету (рум. Cornetu) насеље је у Румунији у округу Горж у општини Капрени. Oпштина се налази на надморској висини од 208 m.

## Становништво
Према подацима из 2002. године у насељу је живело 355 становника, од којих су сви румунске националности.